# Apoboleus affinis
Apoboleus affinis är en insektsart som beskrevs av Kevan, D.K.M. 1955. Apoboleus affinis ingår i släktet Apoboleus och familjen gräshoppor. Inga underarter finns listade i Catalogue of Life.